# 鰹節蟲科
鰹節蟲科（Dermestidae），又稱皮蠹科，為鞘翅目昆蟲下的一科。本科在全世界有將近 500~700 個成員，身長大多在 1~12 毫米。橢圓的身型以及葉狀墊是其成蟲的診斷特徵；其棒狀的觸角嵌入在頭部的凹槽內，腿節也鑲在腿部基節的凹槽中。其幼蟲與金龜科的幼蟲相似，也具有剛毛。
鰹節蟲的食性相當廣泛，大部分的屬具有食腐性，例如花粉、皮屑、動物毛髮以及植物纖維。有些被發現於動物巢穴，像是哺乳類、鳥類、蜂等動物的巢；本科中紅點螵蛸鰹節蟲屬（Thaumaglossa）僅在螳螂的螵蛸中被發現，而斑皮蠹屬（Trogoderma）則為穀物害蟲。
本科的一些成員是法醫昆蟲學中的要角，因為牠們有著分解屍體來獲取養分的習性，所以有助於刑案鑑識；有些成員損壞住家或商品中含有天然纖維的物件，所以在城市昆蟲學中則被定義為害蟲，牠們又被稱為「bow bugs」，顧名思義牠們會侵擾小提琴的琴盒並取食弓毛，對該物造成危害。
在自然史博物館中，由於啃食骨骸肉屑的習性，牠們常被利用於動物骨架的標本製作。

## 古生物學
2017 年，以時為广州中山大学的博士生鄧從雙為首，以及澳洲联邦科学与工业研究组织（CSIRO） 、北京首都师范大学组成的跨国科研团队在内蒙古宁城县山头乡道虎沟村的道虎沟化石层生物群（九龙山组，中侏罗统，约1.65亿年前）发现了已知最早的化石鰹節蟲。本种可归类于鰹節蟲亞科（Dermestinae），独立自成一族──似鰹節蟲族（Paradermestini），新种被命名为侏罗似鰹節蟲（Paradermestes jurassicus Deng, Ślipiński, Ren & Pang, 2017）。这是鰹節蟲科已知年代最早的化石纪录，且印证了本科类群的确已诞生于侏罗纪中期。这项研究成果刊载于《波兰动物学报》（Annales Zoologici）。

## 圖像

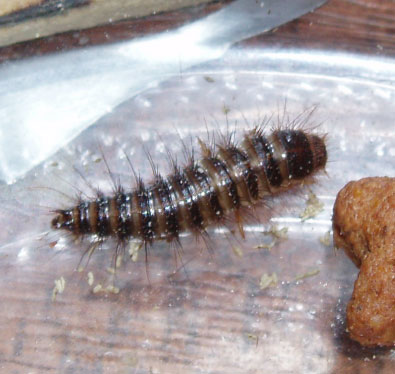
火腿皮蠹（Dermestes lardarius）的幼蟲。
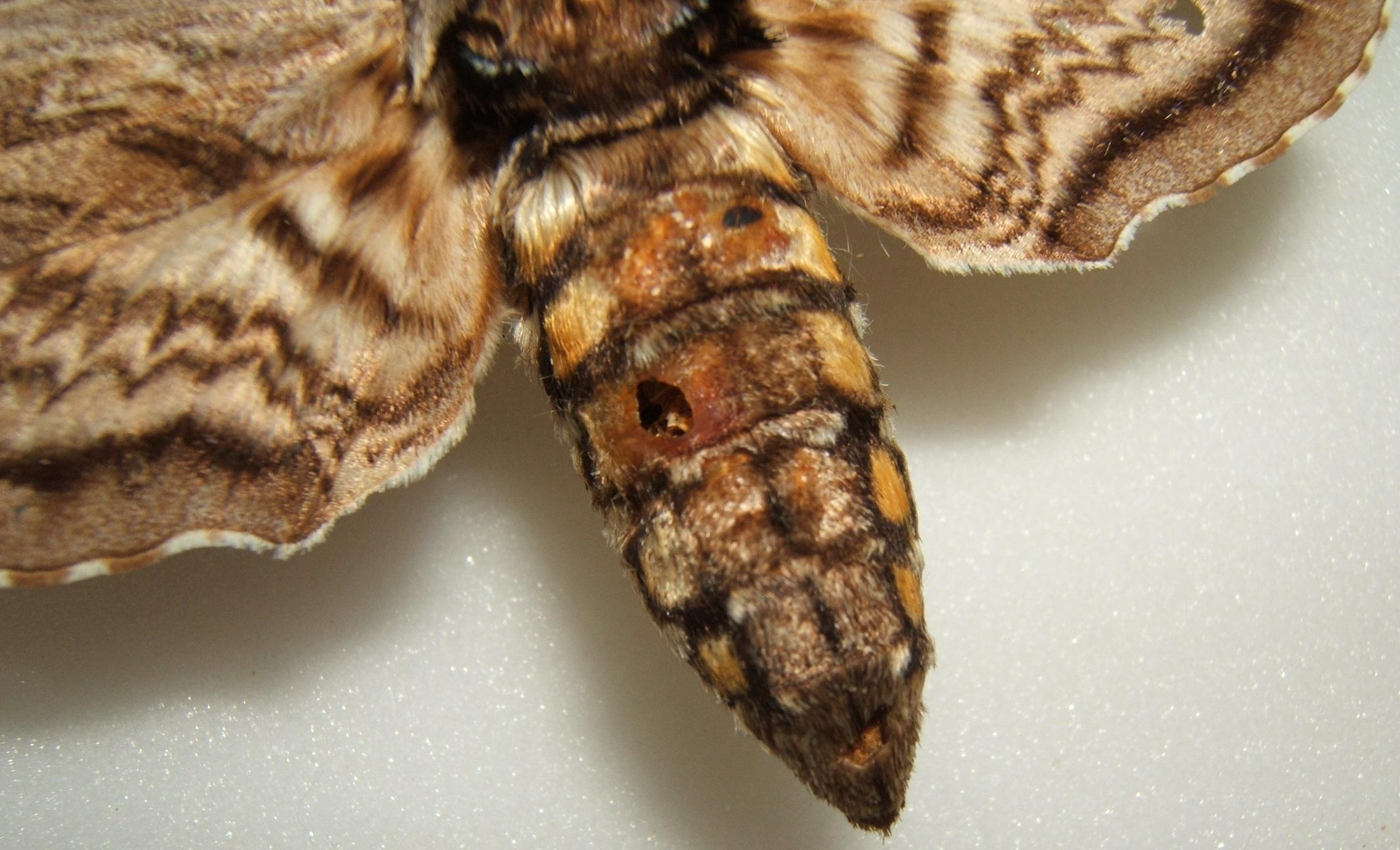
遭鰹節蟲啃噬的番茄天蛾（Manduca quinquemaculata）標本。
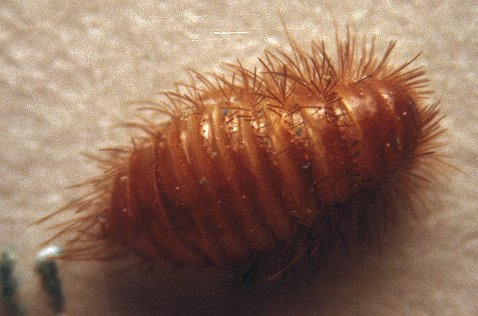
姬圓鰹節蟲（Anthrenus verbasci）的幼蟲
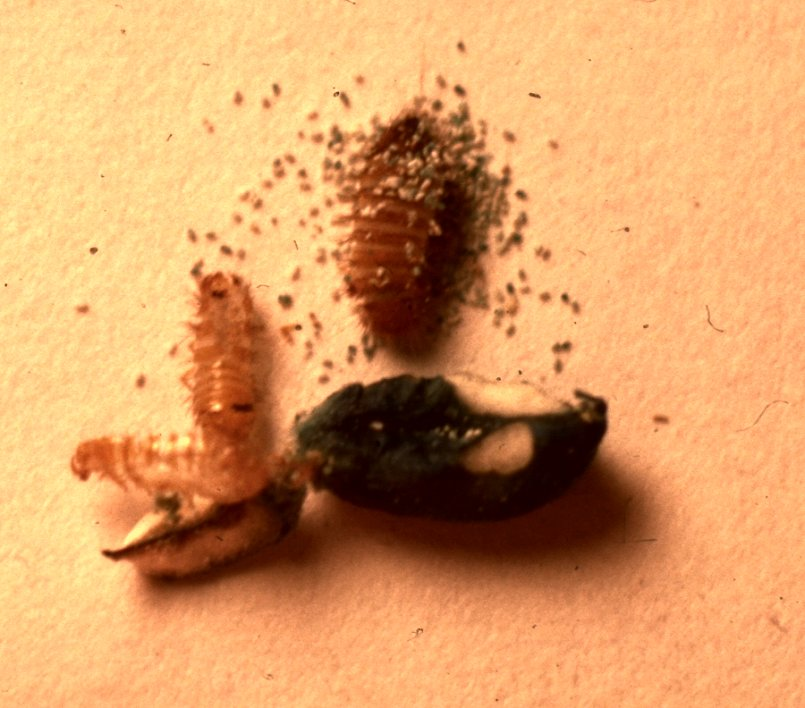
姬圓鰹節蟲（Anthrenus verbasci）幼蟲及其糞便、舊皮。
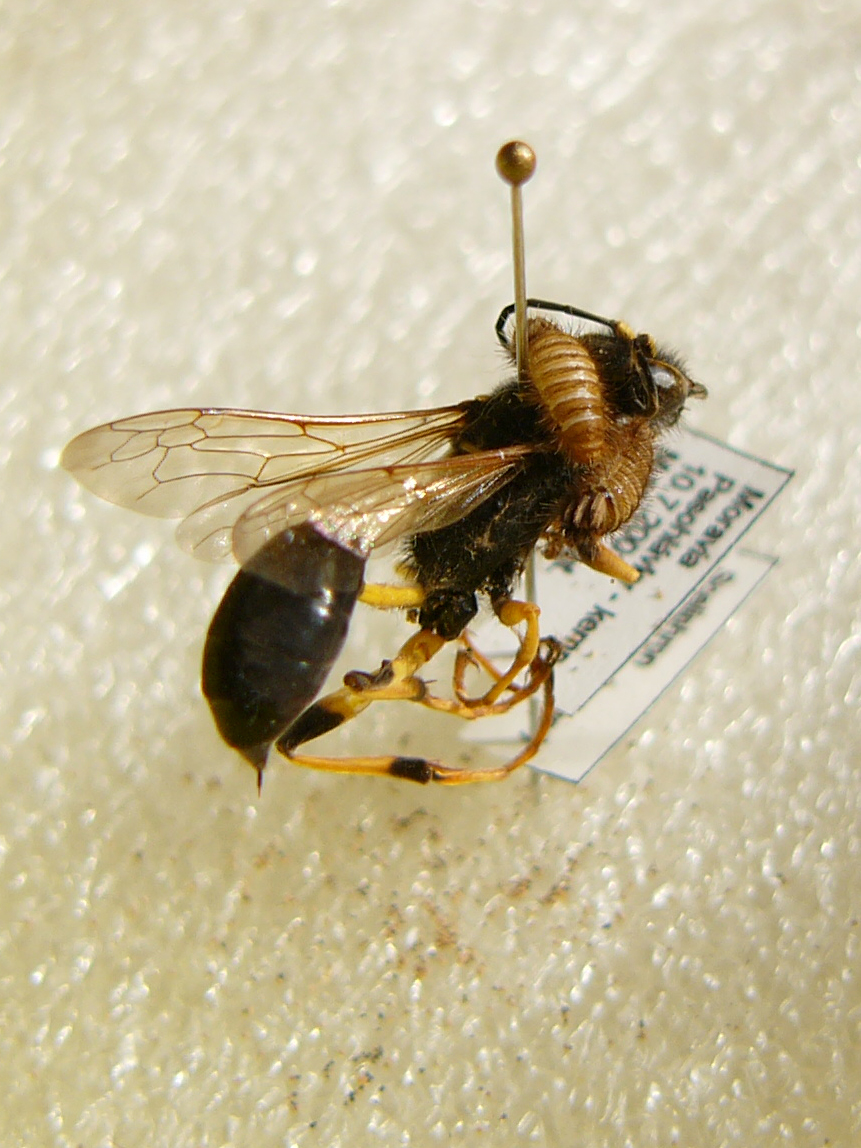
遭鰹節蟲啃噬的 Sceliphron destillatorius 標本

## 延伸閱讀
- John M. Kingsolver, "Dermestidae", in Ross H. Arnett Jr.（英语：Ross H. Arnett Jr.） and Michael C. Thomas（英语：Michael C. Thomas）, American Beetles（英语：American Beetles） (CRC Press, 2002), vol. 2.

此文包含已处于公有领域的1911年版《The Grocer's Encyclopedia》中的文字。
- Pasquerault, T Vincent, B, Chauvet, B, Dourel, L, and Gaudry, E (2008). Répartition des espèces du genre Dermestes L. 1758 récoltés sur des cadavres humains (Coleoptera Dermestidae). L'entomologiste Tome 64 N°4 pp 221–224.
- Hinton, H.E., 1945 A monograph of the beetles associated with stored products. 1, 387–395 British Museum (Natural History), London. Keys to world adults and larvae, genera and species; excellent figures, full species information.
- Freude, H.; Harde, K.W.; Lohse, G.A., 1979 Dermestidae. Die Käfer Mitteleuropas 6: Diversicornia (Lycidae — Byrrhidae) 1206 text figs. 367pp. Goecke & Evers. Text in German; the Dermestidae are on pages 304–327.

## 外部連結
- Dermestidae of the World （页面存档备份，存于）
- List of North American Species
- Dermestidae-Literature （页面存档备份，存于）
- Russian Atlas of Carpet Beetles-excellent images （页面存档备份，存于）
- USDA Leaflet on Carpet beetles
- on the UF / IFAS（英语：Institute of Food and Agricultural Sciences） Featured Creatures Web site
  - Anthrenus flavipes, furniture carpet beetle （页面存档备份，存于）
  - Anthrenus scrophulariae, common carpet beetle （页面存档备份，存于）
  - Dermestes atar, black larder beetle （页面存档备份，存于）
  - Dermestes maculatus, hide beetle （页面存档备份，存于）